# Achlyodes
Achlyodes là một chi bướm ngày thuộc họ Bướm nâu.

## Danh sách loài
- Achlyodes busirus (Cramer, [1779])
- Achlyodes pallida (R. Felder, 1869)
- Achlyodes minna Evans, 1953
- Achlyodes mithridates (Fabricius, 1793)
- Achlyodes munroei Bell, 1956

Ba loài A. minna, A. mithridates và A. munroei đôi khi được xếp riêng thành chi Eantis.